# BMW Active Tourer
BMW Active Tourer är en serie familjebussar, tillverkade av den tyska biltillverkaren BMW sedan 2014. 

## F45/F46 (2014-21)
Se vidare under huvudartikeln BMW F45.

## U06 (2021- )
Se vidare under huvudartikeln BMW U06.

## Bilder

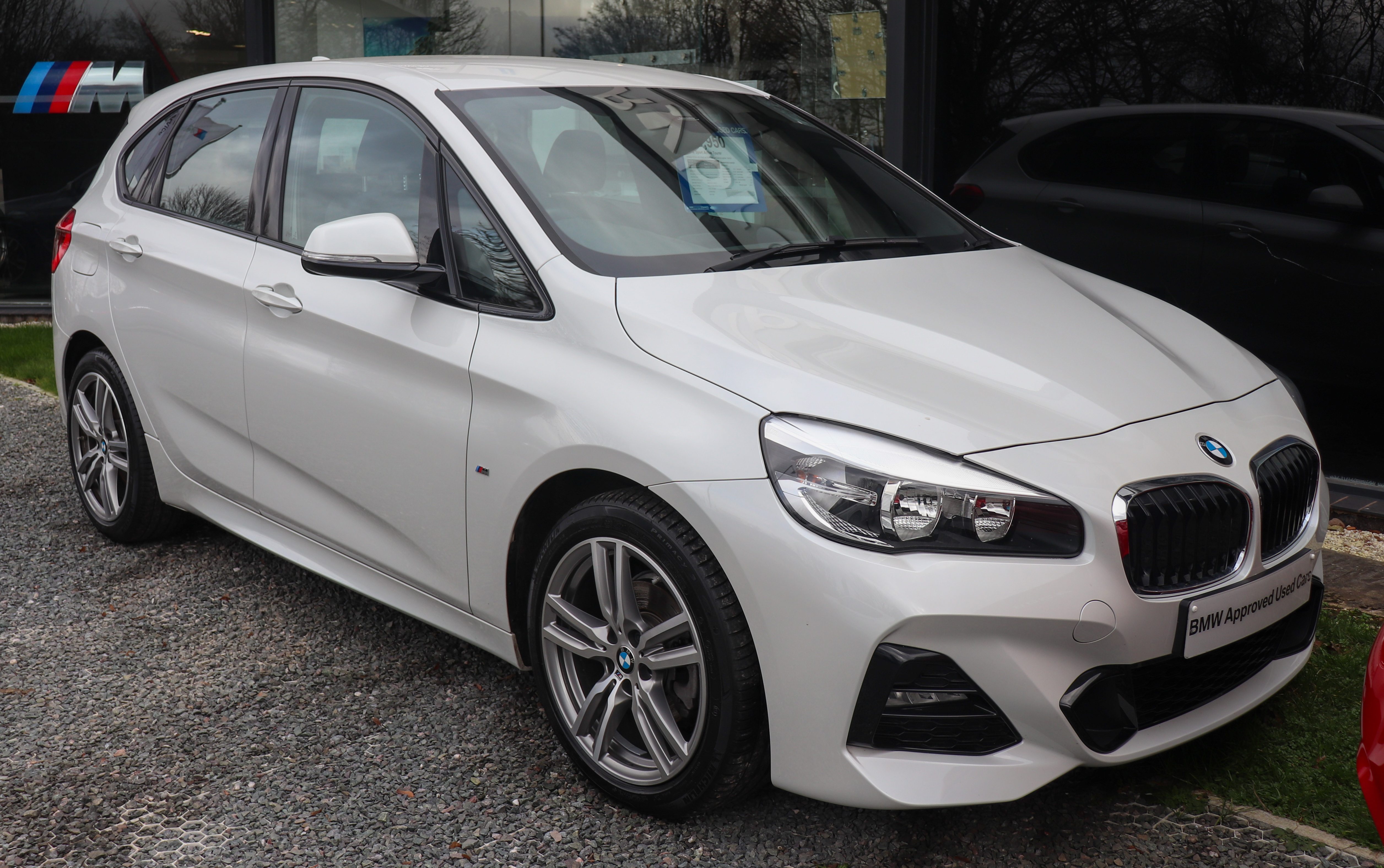
BMW F45.
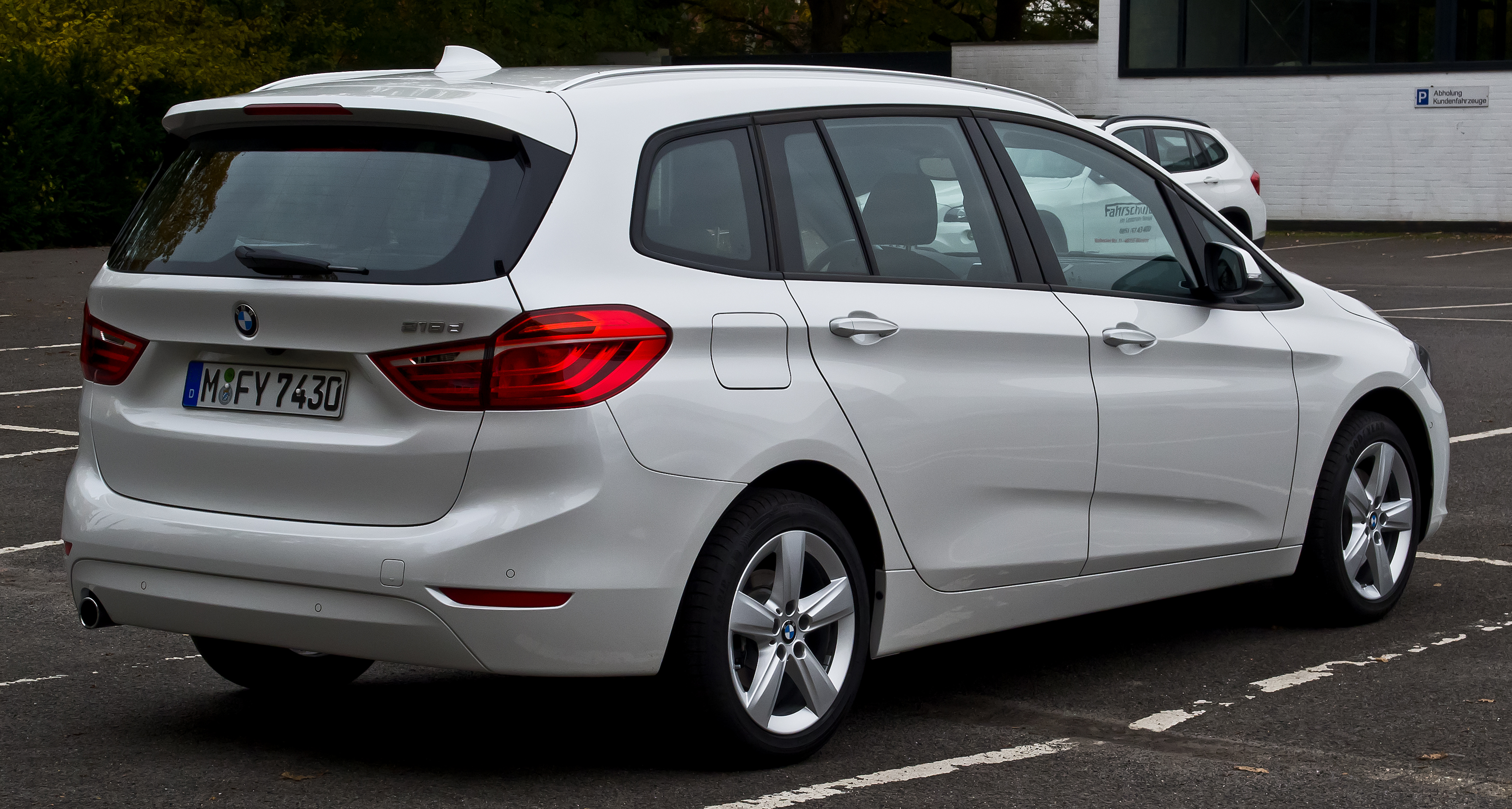
BMW F46.
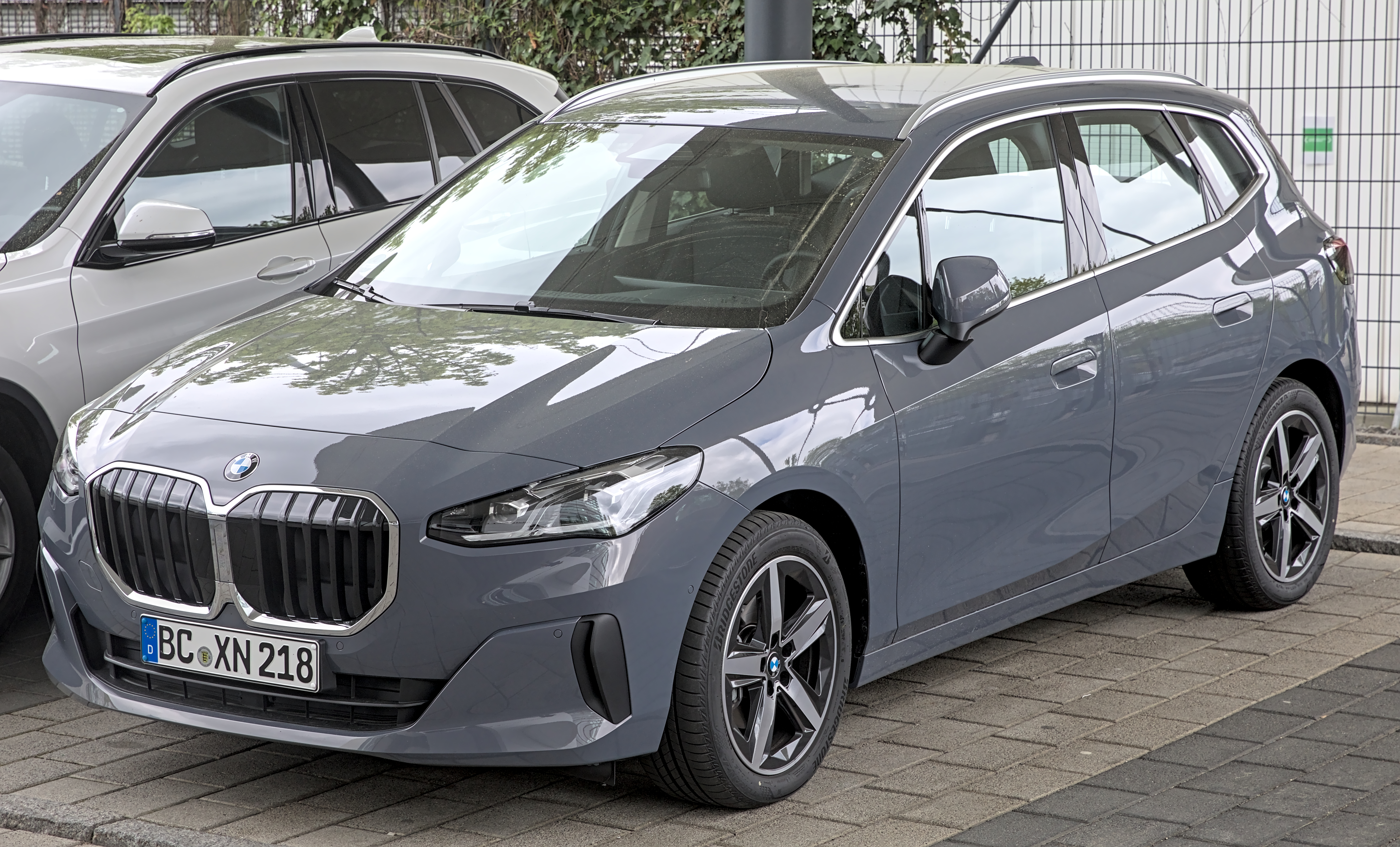
BMW U06.